# Niepruszewo
Niepruszewo (prononciation : [ɲɛpruˈʂɛvɔ], en allemand : Seehofen) est un village polonais de la gmina de Buk dans le powiat de Poznań de la voïvodie de Grande-Pologne dans le centre-ouest de la Pologne.
Il se situe à environ 8 kilomètres au nord-est de Buk (siège de la gmina) et à 22 kilomètres à l'ouest de Poznań (siège du powiat et capitale régionale).

## Histoire
De 1793 à 1918, Niepruschewo fait partie de l'arrondissement de Kosten jusqu'en 1818 puis de l'arrondissement de Buk jusqu'en 1887 puis de l'arrondissement de Grätz dans le district de Posen au sein de la province de Posnanie.
De 1975 à 1998, le village faisait partie du territoire de la voïvodie de Poznań.

Depuis 1999, Niepruszewo est situé dans la voïvodie de Grande-Pologne.
Le village possède une population de 1 377 habitants en 2013.